# 恩尼斯基林
恩尼斯基林（英語：Enniskillen）是英國北愛爾蘭的一個鎮、民政教區。人口約一萬。恩尼斯基林是是弗馬納區的行政中心，也是弗馬納郡的郡治，並且是弗馬納郡的最大城市。鎮上最古老的建築修建於1428年。

## 友好城市
- 德国比勒菲尔德

## 外部連結
- VisitEnniskillen.Com
- Enniskillen.Com
- Enniskillen Accommodation
- Enniskillen Restaurants
- Seaplane Festival in 2009 and 2011[永久]
- St. Macartin's Cathedral （页面存档备份，存于）
- Fermanagh Lakelands （页面存档备份，存于）
- Culture Northern Ireland
- Enniskillen Gaels GFC.